# Рімавська Собота (округ)
О́круг Рімавска Собота (словац. okres Rimavská Sobota) — округ (район) в Банськобистрицькому краї, Словаччина. Площа округу становить — 1 471,1 км², на якій проживає — 84 577 осіб (31.12.2015). Середня щільність населення при цьому становить — 57,49 осіб/км². Адміністративний центр округу — місто Рімавська Собота в якому проживає 24 217 жителів (2015).

## Загальні відомості

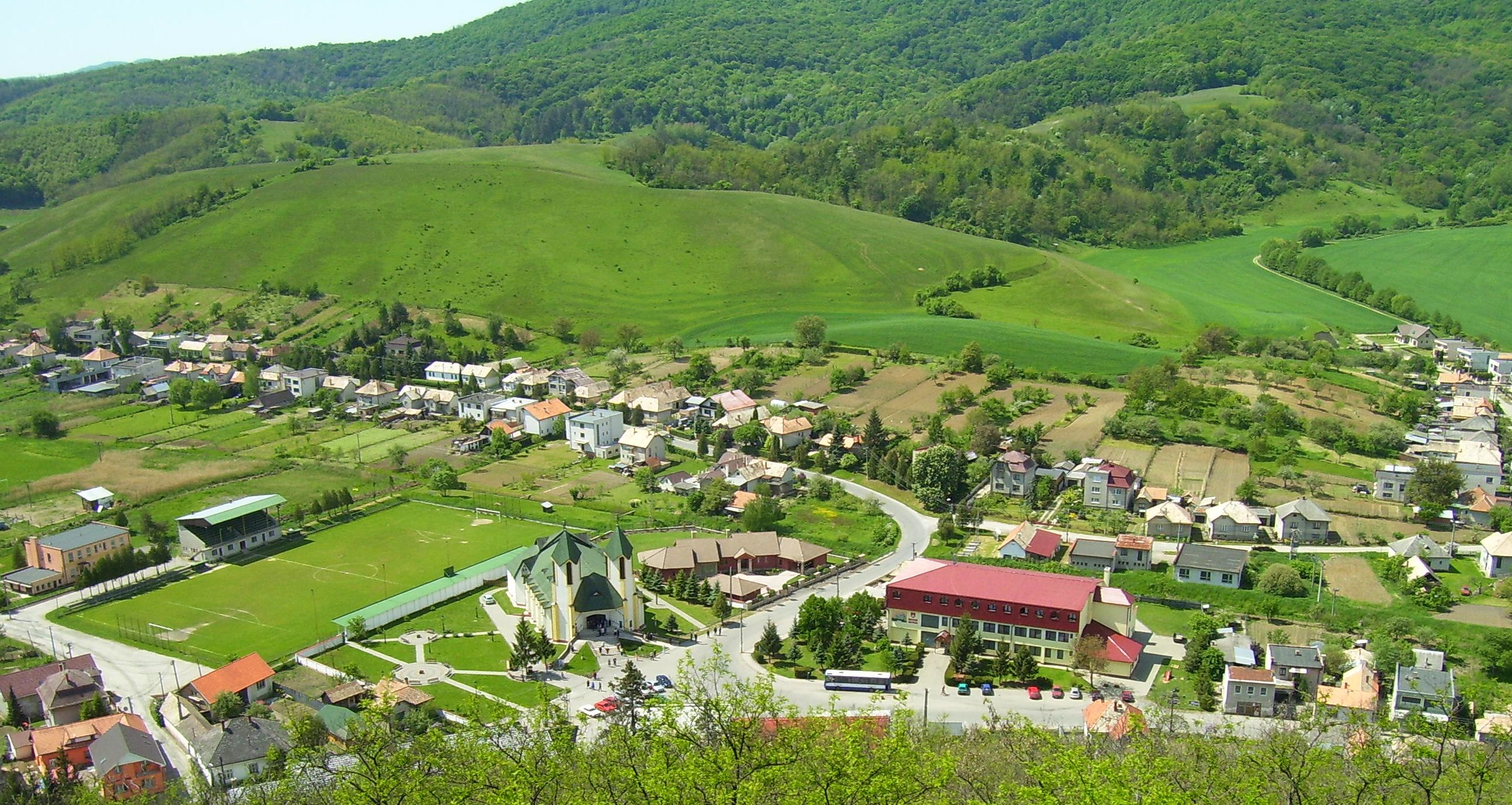
Округ Рімавська Собота.
Вид на село Гайначка

До 1918 року округ головним чином входив до історичної області Угорщини графство Ґемер Малогонт, за винятком невеликої частини на південному заході з селом Конрадовці, яка входила до складу графства Новоград.

## Географія
Округ розташований у центрально-південній частині Словаччини. Він межує з округами: Лученец і Полтар — на заході, Брезно — на північному заході, Ревуца — на північному сході. На південному сході округ межує із Угорщиною. Розташована Церова верховина — її складові Бученська верховина; Гайнацька верховина та Петровська верховина.
Протікає Губовський потік.

## Економіка
Округ Рімавска Собота відноситься до сільськогосподарських районів Словацької Республіки.
Сільськогосподарське виробництво направлено на виробництво продукції тваринництва (м'ясо-молочна), вівчарства. В окрузі є великі поля для вирощування трави, луки та пасовища. Із сільськогосподарських культур тут вирощують: цукровий буряк, пшеницю, жито, овочі, тютюн, виноград, люцерну, кукурудзу. Лісові ресурси перебувають як у державній так і в приватній власності.
Основними галузями промисловості є електротехнічна, механічна, хімічна. Через округ, із заходу на схід, проходить автошлях E58 (E571) Братислава — Зволен — Кошиці.
Округ найбідніший із районів Словацької Республіки. Рівень безробіття 2009 року склав 33,29 %, тобто кожен третій житель району без роботи.

## Статистичні дані

### Населення
| Рік:            | 1994.  | 2004.   | 2014.   | 2024.   |
| --------------- | ------ | ------- | ------- | ------- |
| Кількість осіб: | 82 144 | 82 773  | 84 752  | 79 455  |
| Різниця:        |        | +0,76 % | +2,39 % | -6,25 % |

| Рік:            | 2023.  | 2024.   |
| --------------- | ------ | ------- |
| Кількість осіб: | 79 655 | 79 455  |
| Різниця:        |        | -0,25 % |

### Національний склад:
- словаки — 52,3 %
- угорці — 41,3 %
- цигани — 4,7 %
- чехи — 0,5 %
- інші національності — 1,2 %

### Конфесійний склад:
- католики — 54,2 %
- лютерани — 12,8 %
- реформати — 9,9 %
- свідки Єгови — 0,8 %
- інші релігії та атеїсти  — 22,3 %

## Адміністративний поділ
Округ складається з 104 сільських і 3 міських громад.

### Міста:
- Рімавска Собота
- Гнуштя
- Тисовець

### Села:
Абовце • Бабінец • Барца • Батка • Белін • Блговце • Боттово • Будіковани • Валиці • Вельке Терьяковце • Вельки Блг • Вечелков • Влкиня • Вчелінце • Верхні Валиці • Вишни Скалнік • В'єска-над-Блгом • Гайначка • Ґемерске Дехтаре • Ґемерські Михаловці • Гемерски Яблонец • Гемерчек • Годейов • Годейовец • Горне Загорани • Ґортва • Гостиці • Гостішовце • Грахово • Грушово • Губово • Гусіна • Долне Загорани • Дражиці • Дрня • Дрієнчани • Дубно • Дубовєц • Дулово • Єсенске • Єстиці • Жіп • Задор • Захаровце • Іваниці • Калоша • Кесовце • Киятиці • Кленовєц • Конрадовце • Коціга • Краль • Красково • Крокава • Кружно • Легота-над-Рімавіцоу • Ленартовце • Ленка • Ліповец • Луковіштья • Мартінова • Непорадза • Ніжни Скалнік • Нова Башта • Ождяни • Оравка • Павловце • Падаровце • Петровце • Попроч • Поток • Радновце • Ракитнік • Ратковска Легота • Ратковска Суха • Рімавска Баня • Рімавска Сеч • Рімавске Брезово • Рімавске Залужани • Рімавске Яновце • Ровне • Румінце • Рієчка • Слізке • Стара Башта • Странска • Студена • Сутор • Тахти • Теплий Врх • Томашовце • Узовська Паниця • Фіга • Ханава • Храмец • Цаков • Черенчани • Чіж • Ч'єрни Поток • Шімоновце • Шірковце • Шпан'є Поле • Штрковец • Янице

## Визначні особистості
- Матєй Гребенда (* 10 березня 1796, Рімавска Піла — † 16 березня 1880) — письменник, основоположник словацького національного народного відродження.
- Ян Францісці-Рімавски, справжнє ім'я Ян Францісці, псевдоніми Янко Рімавски, Славолюб, Братислав Рімавский та інші (* 1 червня 1822, Гнуштя — † 7 березня 1905, Мартін) — словацький поет, прозаїк, перекладач, журналіст, політик, колега Людовита Штура.
- Штефан Марко Дакснер (* 26 грудня 1822, Тисовець — † 11 квітня 1892, Тисовць) — словацький політик, юрист, економіст, журналіст і основоположник національного відродження. Похований на Національному цвинтарі в Мартіні.
- Петер Затурецки (* 25 жовтня 1918, Рімавска Собота — † 1 серпня 1982, Златі Моравці) — відомий адвокат, юрист в Словаччині.
- Петер Север (справжнє ім'я Йозеф Бобок) (* 11 липня 1924, Рімавска Собота — † 22 липня 2004) — словацький письменник, сценарист і автор книг для дітей та молоді.
- Елемір Ракош (* 14 вересня 1935, Рімавска Собота — † 6 вересня 2003, Братислава) — словацький історик та архівіст, кандидат наук.
- Ігор Чамула (* 12 серпня 1943, Гнуштя — † 9 січня 2006, Рімавска Собота) — словацький політик і педагог.
- Вікторія Ракова (Вікі) (* 15 березня 1981, Рімавска Собота) — словацька актриса угорського походження.